# The Robe
The Robe (bra: O Manto Sagrado; prt: A Túnica) é um filme estadunidense de 1953, do gênero drama histórico, dirigido por Henry Koster. O longa conta a trajetória de um tribuno romano que comanda a unidade encarregada da crucificação de Jesus. Distribuído pela 20th Century Fox, foi o primeiro filme produzido pela CinemaScope em widescreen.
Foi dirigido por Henry Koster e produzido por Frank Ross, com trilha sonora de Alfred Newman e cinematografia de Leon Shamroy. O roteiro foi adaptado por Gina Kaus, Albert Maltz e Philip Dunne, com base no livro homônimo de Lloyd C. Douglas, publicado em 1942. Douglas teria escrito o livro respondendo à pergunta: "O que houve com o soldado romano que ficou com o manto de Jesus?" 

## Sinopse
Marcellus Gallio (Richard Burton), tribuno militar e filho de um importante senador romano (Torin Thatcher), é um notório galanteador, mas sente-se atraído pelo retorno de seu amor de juventude, Diana (Jean Simmons). Porém, o imperador Tibério (Ernest Thesiger) havia prometido Diana em casamento a seu regente, Calígula (Jay Robinson).
No mercado de escravos, Marcellus vence uma aposta contra Calígula por um desafiante escravo grego chamado Demetrius (Victor Mature). Irado, Calígula transfere o tribuno para Jerusalém, na província da Palestina. Marcellus liberta Demetrius e o envia para sua casa, mas este prefere servi-lo para saudar seu débito de vida e o acompanha em sua viagem à Palestina. Antes de embarcar, Marcellus encontra-se com Diana e ambos declaram seu amor um pelo outro. 
Marcellus chega à Jerusalém acompanhado do centurião Paulus (Jeff Morrow), no dia exato da entrada triunfal de Jesus. Demetrius, que acompanha seu mestre, aproxima-se de Jesus e sente o desejo de segui-lo. Dias após o encontro, Jesus é preso e condenado pelo procurador Pôncio Pilatos (Richard Bonne). Marcellus é encarregado de comandar a crucificação de Jesus, e através de um jogo de dados, ganha o manto que o vestia. 
Ao retornar da crucificação, Marcellus pede a Demetrius que o cubra com o Manto, porém não suporta o mal-estar que o objeto lhe causa. Demetrius, já exausto, amaldiçoa a Marcellus e ao Império Romano e foge, levando consigo o Manto. Agora, Marcellus é atormentado por visões e pesadelos com a cena da crucificação. Tibério, então, ordena que o Manto seja destruído, assim como os seguidores de Jesus. A pedido de Diana, Tibério a concede em casamento a Marcellus, mesmo acreditando que ele esteja louco.

## Elenco
- Richard Burton como Marcellus Gallio
- Jean Simmons como Diana
- Victor Mature como Demetrius
- Michael Rennie como Pedro
- Jay Robinson como Calígula
- Dean Jagger como Justus
- Torin Thatcher como Senador Gallio
- Richard Boone como Pôncio Pilatos
- Betta St. John como Miriam
- Jeff Morrow como Paulus
- Ernest Thesiger como Imperador Tibério
- Dawn Addams como Júnia
- Leon Askin como Abidor
- Michael Ansara como Judas
- Rosalind Ivan como Júlia
- Cameron Mitchell como Jesus Cristo (voz)

## Prêmios e indicações
Oscar (EUA)
- Vencedor
  - Melhor direção de arte[6]
  - Melhor figurino[6]
- Indicado
  - Melhor ator (Richard Burton)[6]
  - Melhor fotografia[6]
  - Melhor filme[6]

Globo de Ouro (EUA)
- Vencedor
  - Melhor filme - drama[7]